# Siège de Milan (1158)
Pour les articles homonymes, voir Siège de Milan.
Guerres entre guelfes et gibelins
Batailles
1150 – 1200
- Vernavola (1154)
- Spolète (1155)
- Tortone (1155)
- Milan (1158)
- Siziano (1159)
- Crema (1159)
- Carcano (1160)
- Milan (1162)
- Prataporci (1167)
- Alexandrie (1174-1175)
- Legnano (1176)

1201 – 1250
- Calcinato (1201)
- Casei Gerola (1213)
- Cortenuova (1237)
- Brescia (1238)
- Faenza (1239)
- Giglio (1241)
- Viterbe (1243)
- Parme (1248)
- Fossalta (1249)
- Cingoli (1250)

1251 – 1300
- Bataille de Montebruno (1255)
- Cassano (1259)
- Montaperti (1260)
- Bénévent (1266)
- Tagliacozzo (1268)
- Colle (1269)
- Roccavione (1275)
- Desio (1277)
- Forlì (1282)
- Pieve al Toppo (1288)
- Campaldino (1289)

1301 – 1350
- Pavie (1302)
- La Lastra (1304)
- Milan (1311)
- Soncino (1312)
- Gaggiano (1313)
- Rho (1313)
- Ponte San Pietro (1313)
- Scrivia (1315)
- Montecatini (1315)
- Pavie (1315)
- Sestri (1318)
- Bardi (1321)
- Mirandola (1321)
- Gorgonzola (1323)
- Vaprio d'Adda (1324)
- Altopascio (1324)
- Zappolino (1325)
- San Felice (1332)
- San Quirico (1341)
- Gamenario (1345)

1351 – 1402
- Mirandola (1355)
- Casorate (1356)
- Solara (1356)
- Alexandrie (1391)
- Casalecchio (1402)

Le siège de Milan est conflit militaire survenu entre août et septembre 1158 opposant l'armée de l'empereur Frédéric Ier Barberousse aux milices de la Commune de Milan. Elle s'inscrit dans le cadre de la guerre entre guelfes et gibelins.

## Contexte historique

### Deuxième descente en Italie de Barberousse
En juillet 1158, l'empereur Frédéric Ier Barberousse, fort d'une grande armée, effectue sa troisième descente en Italie afin de soumettre une fois pour toutes la puissante Commune de Milan. Les sources primaires divergent quant au nombre de soldats. Selon Sire Raul, l'armée est composée de quinze mille cavaliers et d'innombrables fantassins, tandis que Radevico fournit le chiffre improbable de cent mille hommes. Quoi qu'il en soit, arrivé à Vérone le six du mois, l'empereur poursuit dans le bressan où il rencontre une certaine résistance à son avancée. L'armée impériale est cependant trop nombreuse pour être arrêtée par des actions de guérilla et se venge des agressions en ravageant la campagne bressane et en obligeant la ville à payer une grosse somme.
Conseillé par ses juristes, l'empereur demande aux Milanais de comparaître en sa présence et ils obéissent, mais ne parviennent pas à le convaincre de renoncer à ses desseins ni par les paroles ni par l'or. L'armée continue jusqu'au pont de Cassano, défendu par un contingent de mille cavaliers milanais et par des milices paysannes armées qui l'empêchent de traverser l'Adda. Frédéric ne veut pas tenter de forcer le blocus et préfère chercher à traverser le fleuve plus en aval, près de Corneliano, dans un endroit repéré par Vladislav II, roi de Bohême. La traversée se révèle plus difficile que prévu en raison de la rapidité et de la profondeur des eaux du fleuve, qui engloutissent environ deux cents soldats.
Une fois entrée dans la campagne milanaise, l'avant-garde de l'armée impériale se dirige vers Gorgonzola où elle tombe sur une escouade de cavaliers milanais se dirigeant vers Cassano. Pris au dépourvu, certains sont capturés et d'autres forcés de fuir. Pendant ce temps, les Milanais qui défendent Cassano, pour éviter d'être attaqués dans le dos, se replient vers leur ville, permettant au gros des troupes allemandes de traverser le fleuve. Le pont cède sous le poids de la grande armée et beaucoup se noient dans le fleuve.

### Siège du château de Trezzo et refondation de Lodi
Après avoir traversé l'Adda, une partie des troupes impériales se dirige vers Trezzo où elles assiègent le château qui se rend après quelques jours; de cette manière, elles assurent le contrôle d'un deuxième pont sur l'Adda. Le reste de l'armée se rend dans la région de Lodi où elle campe sur les rives du Lambro entre Salerano et Castiraga. C'est là que l'empereur reçoit une délégation lodigienne en deuil implorante, qui, après avoir rappelé la destruction de Lodi et les exactions subies par les Milanais, demande et obtient de l'empereur la possibilité de la reconstruire sur la colline d'Eghezzone. Une fois le diplôme impérial signé, l'empereur accompagne personnellement les consuls de Lodi jusqu'au lieu convenu et y établit les frontières.
Quelques jours plus tard, Frédéric se dirige vers Milan et campe à Melegnano où il est rejoint par les milices de Pavie, de Lodi et de Crémone. Alors que l'armée est près de la ville, le 5 août, un groupe de mille cavaliers allemands décide de leur propre initiative de mener une incursion jusqu'aux portes de Milan. Arrivés près des prairies appelées la Congreda, près de la ferme Tomado, ils sont interceptés par un groupe de cavaliers milanais qui, après un âpre combat, parviennent à les vaincre. Dans la mêlée, tombent, entre autres, le comte allemand Erchemperto et Giovanni Traversari, duc de Traversara.

## Le siège de la ville

### L'armée impériale atteint Milan.
Le 6 août, l'empereur marche avec l'armée vers Milan. L'avant-garde est constituée de cavaliers et de sapeurs, suivie de l'infanterie divisée en sept escadrons, chacun accompagné de ses propres chariots. Ensuite viennent les ingénieurs avec les machines de siège, et enfin une foule dense de personnes désireuses de vendre toutes sortes de biens aux soldats, comme c'est la coutume dans tous les grands armées. Après le revers subi lors de la sortie du jour précédent, Frédéric ordonne catégoriquement aux soldats de ne mener aucune attaque ce jour-là. Il ordonne aux troupes d'Henri le Lion, duc de Saxe et de Bavière, à Othon V, comte palatin de Bavière, et à Frédéric von Berg, archevêque de Cologne, de faire le siège de la ville au sud, entre l'église de San Celso et l'arc de Porta Romana. Les troupes bohémiennes du roi Vladislav II, celles de Conrad, comte palatin du Rhin, du duc Frédéric IV de Souabe et des Pavesi doivent camper au nord-est autour de la basilique de San Dionigi.
Les Autrichiens et les Hongrois d'Henri II de Babenberg, duc d'Autriche, ainsi que les Lodigiani et les Crémonais doivent camper devant Porta Tosa, tandis que lui, avec la majeure partie de l'armée, s'installe à l'est près du verger de Sant'Ambrogio, entre Porta Romana et Porta Tosa. Il choisit la commanderie des Templiers de Santa Maria (alors appelée d'Ognissanti) comme quartier général, logeant à l'étage supérieur (au solarium).
Tous les camps sont entourés de palissades et de tranchées pour les protéger contre d'éventuelles sorties. Bien que l'armée impériale soit nombreuse, elle ne cerne que peu plus d'un tiers du périmètre des remparts. Les forces milanaises, qui selon Riccobaldo da Ferrara se composent de cinquante mille fantassins et de sept mille cavaliers, sortent des murs romains et se positionnent pour défendre les bastions construits à la hâte l'année précédente, qui entourent la ville sur environ six kilomètres. Ils sont constitués d'un large fossé inondé (le refossum) fortifié par un remblai surmonté d'une palissade, derrière laquelle, au niveau des portes, se trouvent des châteaux en bois (qui incorporent probablement la porte elle-même) et, sur le reste du circuit, quelques tours basses car, selon les chroniqueurs allemands, Milan compte davantage sur la valeur de ses nombreux habitants que sur des murs forts pour sa défense. Le passage au-dessus du fossé est assuré par des ponts qui le traversent au niveau des portes.

### Capture de l'Arc Romain
Déjà peu de temps après l'arrivée de l'armée impériale, les Milanais effectuent quelques petites sorties au cours desquelles l'infanterie légère, lançant des flèches et des pierres contre les ennemis, cherche à perturber la construction des camps fortifiés. Le soir même, les Milanais effectuent la première grande sortie. Comme le camp de Vladislav de Bohême, Frédéric de Souabe et Conrad du Palatinat rhénan est plus éloigné du centre de l'armée ennemie que celui de l'archevêque de Cologne, ils sortent par la Pusterla Nuova et se dirigent silencieusement vers le camp, puis l'attaquent. Selon le chroniqueur allemand Radevico, les Milanais prennent les troupes impériales par surprise, certaines étant déjà endormies, les engageant dans une longue et féroce mêlée au milieu des vignes près de la basilique. Ils sont sur le point de s'emparer du camp lorsque l'intervention de la cavalerie bohémienne de Vladislav II parvient difficilement à les repousser, les obligeant à rentrer à l'intérieur des murs pour éviter l'encerclement. Selon Sire Raul, c'est plutôt l'intervention de l'empereur en personne qui renverse la situation. Dans la bataille, le noble Girardo Visconti tombe.
Dans les premiers jours de l'assaut, Frédéric ordonne à ses soldats de s'emparer de l'Arc Romain. Il s'agit d'un arc de triomphe qui se dresse en dehors des remparts, non loin de la Porta Romana, et qui a été transformé en une grande tour au fil des siècles, dont la structure de l'époque romaine constitue la base. Selon Radevico, chaque étage pouvait accueillir jusqu'à quarante lits et disposait de nombreuses meurtrières. Sa position en faisait une épine dans le pied des assaillants, car de là, les Milanais pouvaient surveiller l'ennemi en signalant ses mouvements aux assiégés, perturber tout contingent s'approchant de la Porta Romana et menacer le quartier général de l'armée impériale.
La garnison de la tour réussit à résister pendant huit jours mais fut finalement contrainte de se rendre après que les Allemands eurent réussi à creuser des tunnels avec des pelles et des pioches minant les fondations de la structure. Les défenseurs furent descendus avec des échelles et autorisés à rentrer dans la ville. Les Milanais n'ont probablement pas pu secourir la tour car les Allemands les ont tenus occupés en attaquant simultanément les remparts près de la Porta Romana et de la Porta Tosa. Une fois capturé l'Arc Romain, Frédéric Barberousse y fait placer une garnison allemande et sur le toit fait installer une mangonneau avec laquelle il commence à tirer contre le château de bois de la Porta Romana, rendant sa défense assez difficile. Les Milanais répondent en assemblant deux onagres qui tirent contre la mangonneau ennemie, parvenant finalement à la neutraliser en brisant sa flèche et à contraindre les Allemands à abandonner la défense de la tour.

### Sortie de la Porta Tosa et assaut impérial sur la Porta Nuova.
Puis, fantassins et cavaliers milanais tentent une deuxième grande sortie en sortant par la Porta Tosa. Cette fois-ci, ils ne parviennent pas à surprendre l'ennemi et trouvent à les attendre à la fois les contingents allemands et hongrois d'Henri II de Babenberg ainsi que les troupes de Lodi et de Crémone. La mêlée est sanglante et les Milanais sont finalement contraints de se replier de manière désordonnée vers les remparts. Les assiégeants les poursuivent et les défenseurs, pressés par les ennemis et en proie au désordre, se retrouvent piégés sur le pont devant la porte, si bien que certains d'entre eux glissent dans le fossé, dont une partie se noie tandis que les autres sont sauvés grâce à des cordes descendues des terrains adjacents.
Certains Allemands parviennent même à pénétrer dans les défenses au milieu des fuyards mais sans capturer la Porta Tosa. Au cours des affrontements, Tazzone (aussi connu sous le nom de Stazio ou Tazio) de Mandello, personnage très estimé en ville, tombe. Son cadavre est racheté moyennant une somme d'argent importante et la libération de quelques prisonniers, puis il est enterré lors de funérailles qualifiées de "royales" par les chroniqueurs contemporains. Selon Morena, cependant, il meurt lors de la sortie précédente près de San Dionigi. L'issue malheureuse des deux premières sorties est rapidement vengée par une troisième sortie effectuée par la Porta Romana et d'autres de moindre importance, au cours desquelles les Milanais parviennent à infliger de lourdes pertes aux Lodigiani et aux Allemands, capturant un grand nombre de montures, si bien que dans les jours suivants, elles se vendent à des prix très bas. Aucune sortie n'est toutefois jamais tentée en sortant par la Pusterla del Bottonuto, car elle est personnellement assiégée par l'empereur.
Selon Sire Raul, à un certain moment du siège, Otton V, avec ses frères Frédéric et l'homonyme Otton, remarque que la Porta Nuova est moins protégée que les autres. Il ordonne donc à ses chevaliers de se préparer au combat et à chaque fantassin et sapeur de se munir de fascines en bois afin d'incendier le pont et éventuellement la porte. À son signal, les Bavarois se ruent contre les fortifications et parviennent à mettre le feu à plusieurs endroits près du pont, de la porte et des fortifications en bois. L'incendie crée la confusion parmi les défenseurs qui doivent faire face à la fois à l'assaut ennemi et à l'incendie qui menace de se propager dans la ville. Une partie de ceux qui tentent des sorties par la Porta Nuova périssent non seulement dans la mêlée mais aussi en se noyant dans le fossé ou en suffoquant à cause de la fumée. Après le désordre initial, les Milanais, grâce à des renforts arrivés d'autres parties de la ville, parviennent néanmoins à éteindre l'incendie et à repousser l'ennemi.
Un jour, fantassins et cavaliers milanais tentent une seconde grande sortie en sortant par la Porta Tosa. Cette fois-ci, ils ne parviennent pas à surprendre l'ennemi et trouvent à les attendre à la fois les contingents allemands et hongrois d'Henri II de Babenberg ainsi que les troupes de Lodi et de Crémone. La mêlée est sanglante et les Milanais sont finalement contraints de se replier de manière désordonnée vers les remparts. Les assiégeants les poursuivent et les défenseurs, pressés par les ennemis et en proie au désordre, se retrouvent piégés sur le pont devant la porte, si bien que certains d'entre eux glissent dans le fossé, dont une partie se noie tandis que les autres sont sauvés grâce à des cordes descendues des terrains adjacents. Certains Allemands parviennent même à pénétrer dans les défenses au milieu des fuyards mais sans capturer la Porta Tosa. Au cours des affrontements, Tazzone (aussi connu sous le nom de Stazio ou Tazio) de Mandello, personnage très estimé en ville, tombe. Son cadavre est racheté moyennant une somme d'argent importante et la libération de quelques prisonniers, puis il est enterré lors de funérailles qualifiées de "royales" par les chroniqueurs contemporains.
Selon Morena, cependant, il meurt lors de la sortie précédente près de San Dionigi. L'issue malheureuse des deux premières sorties est rapidement vengée par une troisième effectuée par la Porta Romana et d'autres de moindre importance, au cours desquelles les Milanais parviennent à infliger de lourdes pertes aux Lodigiani et aux Allemands, capturant un grand nombre de montures, si bien que dans les jours suivants, elles se vendent à des prix très bas. Aucune sortie n'est toutefois jamais tentée en sortant par la Pusterla del Bottonuto, car elle est personnellement assiégée par l'empereur.
Selon Sire Raul, à un certain moment du siège, Ottone V, avec ses frères Frédéric et l'homonyme Ottone, remarque que la Porta Nuova est moins protégée que les autres. Il ordonne donc à ses chevaliers de se préparer au combat et à chaque fantassin et sapeur de se munir de fascines en bois afin d'incendier le pont et éventuellement la porte. À son signal, les Bavarois se ruent contre les fortifications et parviennent à mettre le feu à plusieurs endroits près du pont, de la porte et des fortifications en bois. L'incendie crée la confusion parmi les défenseurs qui doivent faire face à la fois à l'assaut ennemi et à l'incendie qui menace de se propager dans la ville. Une partie de ceux qui tentent des sorties par la Porta Nuova périssent non seulement dans la mêlée mais aussi en se noyant dans le fossé ou en suffoquant à cause de la fumée. Après le désordre initial, les Milanais, grâce à des renforts arrivés d'autres parties de la ville, parviennent néanmoins à éteindre l'incendie et à repousser l'ennemi.

### La résignation de la ville
Étant donné que le siège se prolongeait sans que l'armée impériale n'obtienne de résultats significatifs, l'Empereur, entouré d'une garde personnelle de cavaliers, erra autour des murs de la ville pour tenter de repérer des zones moins défendues et donc vulnérables. Il décida donc d'envoyer une partie des soldats assiéger les portes et les petites portes nord de la ville (Porta Comasina, Porta Giovia, Pusterla di Algisio ou del Guercio, Pusterla di San Marco et Pusterla delle Azze), qui étaient beaucoup moins défendues que celles de l'est et du sud et qui permettaient l'entrée de renforts et de vivres. Cette manœuvre amena les Allemands à encercler environ les deux tiers du périmètre des bastions. Après avoir resserré le siège, Barberousse envoya des contingents principalement composés d'alliés italiens piller les campagnes du Seprio et de la Martesana qui approvisionnaient la ville, dans le but de la prendre par la famine.
La manœuvre réussit car dans les jours suivants, de nombreux paysans des campagnes milanaises se réfugièrent dans la ville, contribuant à réduire les réserves alimentaires et à évoquer le spectre de la famine. Pour aggraver la situation, une maladie non spécifiée commença à se propager parmi les assiégés. Alors Guido, comte de Biandrate, général de la milice milanaise et habile orateur, convoqua le peuple en assemblée et, après avoir loué le courage des Milanais, leur demanda de ne pas tenter le destin et de finalement se soumettre à l'empereur avec lequel, grâce à son opportunisme, il avait réussi à conserver d'excellentes relations. Les consuls se mirent alors d'accord avec Henri II et Vladislao II et le 7 septembre, un accord de paix fut conclu.

## Issue des combats et conséquences

### Le traité de paix
Les chapitres de la paix établissent que les Milanais doivent permettre la reconstruction de Côme et de Lodi, que les deux villes ne seront plus soumises à Milan, que les Milanais doivent s'abstenir de les attaquer et renoncer à exiger le fodro, le viatique et d'autres impôts de ces territoires. L'archidiocèse de Milan conservera cependant les droits ecclésiastiques qu'il détient sur ces deux villes. Milan devra renoncer à jamais à des privilèges tels que la frappe de monnaie, les droits de douane, le péage ainsi que le contrôle des ports, qui passeront tous entre les mains de l'empereur. Les citoyens milanais âgés de quatorze à soixante-dix ans devront jurer fidélité à l'empereur, ce qu'ils n'avaient plus fait depuis l'époque d'Henri III le Noir, il y a plus d'un siècle. L'élection des nouveaux consuls restera la prérogative des institutions citadines mais les élus devront être approuvés par l'empereur. Ils devront payer une indemnité de guerre équivalente à neuf mille marcs d'argent. Ils devront ériger un palais impérial à l'intérieur des murs de la ville, ce qui éliminerait de fait le privilège grâce auquel Milan pouvait empêcher l'entrée des rois et des empereurs. Pendant le séjour des légats impériaux dans ce palais, ils auront l'autorité pour administrer la justice. Pour garantir le respect de ces chapitres, ils devront enfin remettre au roi de Bohême trois cents otages appartenant à la classe des capitaines, des vassaux et du peuple. Ces otages, une fois la paix conclue entre Milan et les villes adverses, seront remis à l'empereur puis aux villes d'origine, après quoi l'interdiction qui pesait sur Milan sera levée.

### La remise de la ville et le départ de l'armée impériale
Le 8 septembre, les consuls et les nobles milanais sortent pieds nus de la ville, les épées dégainées pendues autour du cou, précédés par l'archevêque et le clergé tenant de grandes croix bien haut. Arrivés au campement, ils remettent symboliquement la ville entre les mains de l'empereur, qui les accueille favorablement, lève l'interdiction sur Milan et libère un millier de prisonniers. De retour en ville, les consuls font hisser l'étendard impérial sur le clocher de la cathédrale Santa Maria Maggiore, qui à l'époque selon Sire Raul est le plus haut de Lombardie et peut-être du monde. Le lendemain, Barberousse déplace l'armée à Bolgiano où il reste pendant huit jours, puis il se dirige vers Monza où il séjourne autant de jours. Pendant son séjour dans cette ville, il accorde son indépendance à Milan et ordonne à ses frais la réparation du palais impérial. De plus, il établit un traité et offre de grosses sommes d'argent aux habitants du Seprio et de la Martesana, les convaincant d'abandonner leur alliance avec Milan et de se soumettre à un seul comte nommé par l'empereur, qui apparaît sous le nom de Goizone, Gozione ou Gozuino.

### La Seconde Diète de Roncaglia
Le 11 novembre, dans les prés du village éponyme, se tient la Seconde Diète de Roncaglia, au cours de laquelle l'empereur, après avoir demandé l'avis de quatre docteurs en droit de l'Université de Bologne, confirme les privilèges et les regalia à ces villes capables d'en justifier la légitimité et les retire à toutes les autres, assurant ainsi des revenus supplémentaires de plus de trente mille marcs d'argent par an. C'est à cette occasion que les Milanais remettent officiellement les regalia et les privilèges entre les mains du Barbarossa. Il leur est également demandé de libérer cent-vingt prisonniers pavais. L'empereur émet deux édits : le premier promulgue quelques lois féodales, le second impose à toutes les villes de maintenir la paix sous peine de payer des amendes. Il impose également de faire flotter l'étendard impérial depuis les tours civiques ou depuis le clocher le plus haut de chacune des villes présentes et s'arroge le droit de nommer les magistrats citadins (y compris les podestats) avec le consentement du peuple, jetant ainsi les bases des conflits ultérieurs avec Milan puisque ce chapitre n'était pas inclus dans le traité de paix signé quelques mois auparavant. Barberousse passe enfin à résoudre les différends entre les villes lombardes, rendant toujours des jugements en faveur des villes alliées au détriment des Milanais et des Plaisantins qui sont contraints de combler le fossé entourant la ville et à qui il est interdit de maintenir des tours d'une hauteur supérieure à vingt coudées,.